# Lourenço da Silva Araújo Amazonas
Lourenço da Silva Araújo Amazonas (Bahia, 9 de agosto de 1803 — 1864) foi oficial da Marinha do Brasil, etnógrafo e escritor do primeiro romance sobre a Amazônia, baseado em fatos reais.

## Biografia
Fez seus estudos primários na província natal e depois no Rio de Janeiro, seguindo depois para a marinha, fez a guerra no Prata, tendo chegado ao posto de capitão-de-mar-e-guerra. Participando de comissões no Pará, permaneceu muito tempo na Amazônia, tendo estudado o Rio Amazonas e seus afluentes.
Também publicou Memória sobre uma marinhagem de guerra para guarnição da armada imperial no Jornal do Commercio, em 1854.
Foi agraciado com a Imperial Ordem de Avis e Imperial Ordem da Rosa, além de comendador da Imperial Ordem de Cristo. Era sócio do Instituto Histórico e Geográfico Brasileiro.

## Obras
- Simá - romance histórico sobre o Alto Amazonas
- Dicionário topográfico, histórico, descritivo da comarca do Alto-Amazonas